# ویلهلم هانمان
ویلهلم هانمان (به آلمانی: Wilhelm Hahnemann) بازیکن فوتبال و مهاجم اهل آلمان است که از سال ۱۹۳۸ میلادی عضو تیم ملی فوتبال آلمان بوده‌است. وی در ۲۳ بازی ملی حضور داشته است و آخرین بازی ملی خود را در سال ۱۹۴۱ میلادی انجام داد. ویلهلم هانمان در بازی‌های ملی‌اش ۱۶ گل به ثمر رساند.